# Katchú
Kátia Maria Rodrigues de Oliveira  (Piracicaba, 17 de maio de 1979 é voleibolista indoor basileira que atuou na posição de Central pela Seleção Brasileira de Novas foi semifinalista nos Jogos Pan-Americanos de Santo Domingo de 2003 e pela principal foi ouro no Montreux Volley Masters e no Grand Prix, ambas em 2005.Em clubes foi bicampeã do extinto Torneio Internacional Salonpas Cup, nos anos de 2003 e 2005.

## Carreira
Katchú iniciou sua carreira em sua cidade natal, onde teve passagem pelo XV de Piracicaba,  Clube Atlético Piracicabano, depois  migrou para cidade de Campinas, onde passou pela Sociedade Hípica de Campinas.
Em 1999 jogava pelo Pinheiros/Blue Life na conquista do título do Campeonato Paulista e encerrou na quarta posição na Superliga Brasileira A 1999-00.
Atuou também pelo Pinheiros/ Blue Life na conquistou o vice-campeonato na edição do Campeonato Paulista em 2000 e competiu por este a  Superliga Brasileira A 2000-01 encerrando nesta competição em sétimo lugar.
Em mais uma jornada esportiva pelo Pinheiros/Blue Life disputou a Superliga Brasileira A 2001-02 encerrando novamente na sétima posição. No período esportivo seguinte disputou o Campeonato Paulista de 2002 pelo Pinheiros repetiu o sétimo lugar na Superliga Brasileira A 2002-03.
Renovou com o Pinheiros/Blue Life por mais um período esportivo, conquistou o ouro no extinto Torneiro Internacional Salonpas Cup de 2003, sediado em três cidades brasileiras: João Pessoa, Natal e Recife. Ainda em 2003 foi convocada pelo técnico era Waldson Lima para Seleção Brasileira de Novas e representou o país na edição dos Jogos Pan-Americanos de 2003 em Santo Domingo-República Dominicana, ocasião que foi semifinalista,  perdendo nesta fase para as anfitriãs e encerrando em quarto lugar. Conquistou em quarto lugar na Superliga Brasileira A 2003-04.
Foi contratada em 2004 pelo Rexona/Ades e obteve o título do Campeonato Carioca e neste mesmo ano conquistou o bicampeonato do Salonpas Cup em São Paulo e foi vice-campeã da Superliga Brasileira A 2004-05.
Na temporada 2005 foi convocada para Seleção Brasileira pelo técnico José Roberto Guimarães para disputar o Torneio Montreux Volley Master na Suíça conquistando o título da edição e vestindo a camisa#6 disputou o Grand Prix de 2005 cuja fase final foi em Sendai e conquistou ouro nesta edição.
No período esportivo 2005-06 ainda defendeu o Rexona/Ades conquistando o Campeonato Carioca de 2005; tmabém foi bicampeã dos Jogos Regionais.
O Cimed/Macaé contrata Katchú para as disputas de 2006 foi vice-campeã carioca em 2006 extinto Salonpas Cup de 2006 em São Paulo.
Defendeu na temporada 2007-08 o Pinheiros/Blausiegel conquistando o ouro na Copa São Paulo e obteve o bronze na Superliga Brasileira A 2007-08.
Jogou pelo Clube Fênix do Rio Verde e conquistou o título do Campeonato Goiano de 2008; ano  que transferiu-se para o voleibol espanhol, quando defendeu o Universidad de Burgos disputou a Copa da Rainha referente a jornada 2008-09 e encerrando na quinta posição da Superliga Espanhola A e disputou a Copa Challenge CEV 2008-09 avançando as oitavas de final.
Vestiu as cores do São Caetano/Unip na temporada 2010-11 encerrando em décimo lugar na Superliga Brasileira A. Em 2011 é contratada pelo AMEA/Assis e disputou o Campeonato Paulista da primeira divisão de 2011.
Além de jogar como Central atua também como ponteira. Em sua carreira consta uma passagem em time profissionais da Indonésia na temporada 2010-11; já em 2012 disputou pela PM de Guarulhos a 56ª edição dos Jogos Regionais em Caraguatatuba  e contribui para a conquista de forma invicta do título que há 10 anos a cidade de Guarulhos não obtinha

## Títulos e Resultados
- 2012- Campeã do  Jogos Regionais de Caraguatatuba[34]
- 2010-11– 10º lugar da Superliga Brasileira A[28]
- 2008-09- 5º lugar da Supercopa Espanhola[24]
- 2008- Campeã do Campeonato Goiano [2]
- 2007-08– 3º lugar da Superliga Brasileira A[3]
- 2007- Campeã do Copa São Paulo[2]
- 2006-Vice-campeã do Campeonato Carioca
- 2005-Campeã do  Campeonato Carioca[16]
- 2004-05–Vice-campeã da Superliga Brasileira A[3]
- 2004-Campeã do  Campeonato Carioca [2]
- 2003-04– 3º lugar da Superliga Brasileira A[3]
- 2003-4º lugar dos Jogos Pan-Americanos (Santo Domingo,  República Dominicana)[9]
- 2002-03– 7º lugar da Superliga Brasileira A[3]
- 2001-02– 7º lugar da Superliga Brasileira A[3]
- 2000-01– 7º lugar da Superliga Brasileira A[3]
- 2000-Vice-campeã do Campeonato Paulista
- 1999-00– 4º lugar da Superliga Brasileira A[3]
- 1999-Campeã do Campeonato Paulista[2]

## Ligações Externas
- Profile Kátia Maria Rodrigues(en)